# Ира, Лео
Лео Ира (эст. Leo Ira; 21 июня 1951) — эстонский футбольный тренер, работавший преимущественно с детскими командами.

## Биография
Более 40 лет работает детским тренером в ДЮСШ города Вильянди. Воспитал ряд футболистов сборной Эстонии и других известных игроков. Среди его воспитанников — Виктор Алонен, Арго Арбейтер, Тыну Ванакеза, Урмас Кирс, Дзинтар Клаван, Айвар Лиллевере, Янек Меэт, Мати Пари, Райн Тёлпус, Юрген Хенн.
В сезоне 1992/93 возглавлял клуб «Тулевик» в высшей лиге.
В 2014 году награждён серебряным знаком Эстонской футбольной лиги.